# Mohammed-ibn-el-Gewâri
Mohammed-ibn-el-Gewâri (... – Castrogiovanni, 829) è stato il secondo comandante militare per conto della dinastia aghlabide, dall'828 all'829, durante la conquista islamica della Sicilia.
Ibn-el-Gewâri succedette ad Asad ibn al-Furat, che morì l'anno precedente durante il lungo assedio di Siracusa, e fu scelto direttamente dal suo stesso esercito.
Sotto la sua guida le truppe musulmane, in assenza di aiuti dall'Africa, a sua volta vessata dall'incursione di una banda di avventurieri toscani, decisero di togliere l'assedio a Siracusa, ritirandosi verso le montagne. L'esercito di Mohammed conquistò successivamente la città di Mineo, dove vi stabilì una base per le future operazioni di conquista siciliane. Si diresse verso Castrogiovanni (l'attuale Enna) con il governatore bizantino Eufemio da Messina, che con Asad aveva guidato la sbarco dell'827. Eufemio cadde in una trappola e fu assassinato a Castrogiovanni, durante l'assedio dell'828.. Mohammed si stabilì a Castrogiovanni, ponendola sotto assedio fino alla sua morte che avvenne nella primavera dell'829. Fu sostituito da Zoheir-ibn-Ghauth.
Sotto il comando di Mohammed gli arabi di Sicilia continuarono a stabilire una certa struttura amministrativa-economica, come testimoniano le monete coniate nell'829 nelle quali compare il nome di Mohammed-Ibn-el-Gewâri.